# Kierkek (Arjeplogs socken, Lappland)
Kierkek är en sjö i Arjeplogs kommun i Lappland och ingår i Piteälvens huvudavrinningsområde. Sjön har en area på 0,0943 kvadratkilometer och ligger 629 meter över havet. Sjön avvattnas av vattendraget Rissajåkkå.

## Delavrinningsområde
Kierkek ingår i det delavrinningsområde (740176-158263) som SMHI kallar för Utloppet av Rissajaure. Medelhöjden är 736 meter över havet och ytan är 26,81 kvadratkilometer. Det finns inga avrinningsområden uppströms utan avrinningsområdet är högsta punkten. Rissajåkkå som avvattnar avrinningsområdet har biflödesordning 2, vilket innebär att vattnet flödar genom totalt 2 vattendrag innan det når havet efter 280 kilometer. Avrinningsområdet består mestadels av skog (48 procent) och kalfjäll (43 procent). Avrinningsområdet har 1,73 kvadratkilometer vattenytor vilket ger det en sjöprocent på 6,5 procent.